# David West (basquetebolista)
David West (Teaneck, 29 de agosto de 1980) é um ex-jogador norte-americano de basquete. Foi draftado em 2003 na primeira rodada pelo New Orleans Hornets.Na temporada 2016/2017 sagrou-se campeão da NBA pelo Golden State Warriors, conquistando assim seu primeiro anel.

## Estatísticas

##### Temporada regular
| Ano      | Equipe      | PJ  | PT  | MPP  | %TC  | %3P  | %TL  | RPP | APP | ROB | TPP | PPP  |
| -------- | ----------- | --- | --- | ---- | ---- | ---- | ---- | --- | --- | --- | --- | ---- |
| 2003-04  | New Orleans | 71  | 1   | 13.1 | .474 | .000 | .713 | 4.2 | .8  | .4  | .4  | 3.8  |
| 2004-05  | New Orleans | 30  | 8   | 18.4 | .436 | .400 | .680 | 4.3 | .8  | .4  | .5  | 6.2  |
| 2005-06  | New Orleans | 74  | 74  | 34.1 | .512 | .273 | .843 | 7.4 | 1.2 | .8  | .9  | 17.1 |
| 2006-07  | New Orleans | 52  | 52  | 36.5 | .476 | .320 | .824 | 8.2 | 2.2 | .8  | .7  | 18.3 |
| 2007-08  | New Orleans | 76  | 76  | 37.8 | .482 | .240 | .850 | 8.9 | 2.3 | .8  | 1.3 | 20.6 |
| 2008-09  | New Orleans | 76  | 76  | 39.2 | .472 | .240 | .884 | 8.5 | 2.3 | .6  | .9  | 21.0 |
| 2009-10  | New Orleans | 81  | 81  | 36.4 | .505 | .259 | .865 | 7.5 | 3.0 | .9  | .7  | 19.0 |
| 2010-11  | New Orleans | 70  | 70  | 35.0 | .508 | .222 | .807 | 7.6 | 2.3 | 1.0 | .9  | 18.9 |
| 2011-12  | Indiana     | 66  | 66  | 29.2 | .487 | .222 | .807 | 6.6 | 2.1 | .8  | .7  | 12.8 |
| 2012-13  | Indiana     | 73  | 73  | 33.4 | .498 | .211 | .768 | 7.7 | 2.9 | 1.0 | .9  | 17.1 |
| 2013-14  | Indiana     | 80  | 80  | 30.9 | .488 | .267 | .789 | 6.8 | 2.8 | .8  | .9  | 14.0 |
| 2014-15  | Indiana     | 66  | 66  | 28.7 | .471 | .200 | .739 | 6.8 | 3.4 | .7  | .7  | 11.7 |
| 2015-16  | San Antonio | 78  | 19  | 18.0 | .545 | .429 | .788 | 4.0 | 1.8 | .6  | .7  | 7.1  |
| Total    | Total       | 893 | 742 | 30.6 | .492 | .256 | .819 | 6.9 | 2.2 | .8  | .8  | 14.8 |
| All-Star | All-Star    | 2   | 0   | 15.0 | .545 | .000 | .000 | 3.5 | .5  | .5  | .0  | 6.0  |

##### Playoffs
| Ano   | Equipe      | PJ | PT | MPP  | %TC  | %3P  | %TL  | RPP | APP | ROB | TPP | PPP  |
| ----- | ----------- | -- | -- | ---- | ---- | ---- | ---- | --- | --- | --- | --- | ---- |
| 2004  | New Orleans | 7  | 0  | 15.9 | .536 | .000 | .846 | 4.3 | 1.1 | .3  | .6  | 5.9  |
| 2008  | New Orleans | 12 | 12 | 40.4 | .466 | .500 | .891 | 8.5 | 2.8 | 1.1 | 1.9 | 21.2 |
| 2009  | New Orleans | 5  | 5  | 35.6 | .400 | .000 | .897 | 7.4 | 1.2 | 1.0 | .4  | 18.0 |
| 2012  | Indiana     | 11 | 11 | 37.8 | .446 | .000 | .818 | 8.5 | 2.0 | .7  | .5  | 15.3 |
| 2013  | Indiana     | 19 | 19 | 36.3 | .462 | .000 | .766 | 7.6 | 2.1 | .7  | .8  | 15.9 |
| 2014  | Indiana     | 18 | 18 | 36.3 | .483 | .222 | .705 | 6.9 | 4.1 | .8  | .8  | 15.1 |
| 2016  | San Antonio | 10 | 0  | 17.6 | .455 | .500 | .556 | 3.7 | 1.3 | .6  | .7  | 5.8  |
| Total | Total       | 83 | 66 | 33.0 | .465 | .286 | .793 | 6.9 | 2.4 | .7  | .9  | 14.5 |